# Luciene Ferreira
Luciene Ferreira da Silva (Coxim, Mato Grosso do Sul, 12 de febrer de 1985) és una ciclista brasilera. Ha guanyat els Campionats nacionals de ruta i contrarellotge.

## Palmarès
- 2005
  - 1a a la Prova Ciclística 9 de Julho
- 2007
  - 1a a la Prova Ciclística 9 de Julho
- 2010
  - 1a a la Copa Amèrica de Ciclisme
- 2011
  -  Campiona del Brasil en contrarellotge
- 2012
  -  Campiona del Brasil en ruta
  -  Campiona del Brasil en contrarellotge
  - 1a a la Prova Ciclística 9 de Julho
- 2013
  -  Campiona del Brasil en ruta
  - 1a a la Copa Amèrica de Ciclisme